# Goeroe Ram Das

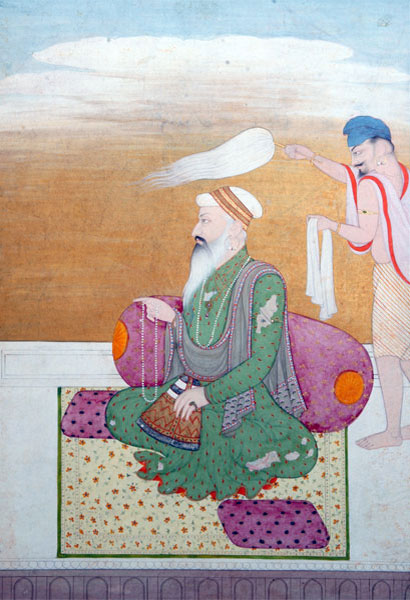
Goeroe Ram Das

Goeroe Rām Dās (Gurmukhi: ਸ੍ਰੀ ਗੁਰੂ ਰਾਮ ਦਾਸ ਜੀ, Devanagari: स्री गुरु राम दास जी) (24 september 1534, Lahore, Punjab, India – 1 september 1581, Goindwal), ook bekend als Bhāī Jeṭhā, was de vierde van de tien goeroes van het sikhisme. Rām Dās werd benoemd tot goeroe op 30 augustus 1574 als opvolger van Goeroe Amar Das. Zijn belangrijkste verwezenlijking was de stichting van de heilige stad Amritsar, waar onder andere de Harmandir Sahib staat, het belangrijkste heiligdom voor sikhs. Tevens zette Rām Dās als goeroe het missionariswerk voort dat door zijn voorganger in gang gezet was. Hij stond bekend om zijn nederigheid, beleefdheid en zijn diensten voor anderen.
Voordat Rām Dās stierf, benoemde hij Goeroe Arjan, zijn jongste zoon, tot zijn opvolger.
Nanak · Angad  · Amar Das  · Ram Das · Arjan  · Hargobind · Har Rai  · Har Krisjan · Tegh Bahadur · Gobind Singh